# Христо Смирненски
Вижте пояснителната страница за други личности с името Христо Смирненски.
Христо Димитров Измирлиев с псевдоним Христо Смирненски е български поет и журналист. Основна тема в творчеството му е социалната несправедливост.

## Биография

### Семейство
Христо Смирненски е роден на 17 (30) септември 1898 година в българския южномакедонски град Кукуш, тогава в Османската империя, днес Килкис, Гърция, в семейството на Димитър (Мицо) Христов Измирлиев и Елисавета Попанастасова, дъщеря на Анастас Кръстев.
Роднините на Христо Смирненски участват дейно в църковните борби на македонските българи и в революционните борби за освобождение на Македония. Баща му Димитър Измирлиев е деец на Вътрешната македоно-одринска революционна организация (ВМОРО), а заради борбата си срещу католическата уния лежи в солунския затвор. Дядо му по майчина линия Анастас Кръстев е виден български духовник, участник в църковно-националните борби на българите, български екзархийски наместник в Кукуш. Христо Смирненски израства в една къща с по-големите си братовчеди Аспарух, Райна и Мария Измирлиеви, а наоколо са Невена и Екатерина Измирлиеви – всички революционери (дейци на ВМОРО) и/или учители. Като ученик в София силно влияние върху него оказва и вуйчо му Владимир Попанастасов, поет, и неговата среда.
Туше Делииванов, роднина на Измирлиеви, пише:
| „ | Измирлиевци са страдали в борбата за българското духовно възраждане. Бащата на това момче е затварян, съден и измъчван в тези борби от турските власти по подстрекателства на гъркомани и на гръцките владици. Измирлиевци са уважаван род от всички кукушани – българи. | “ |

### Ранни години
Христо Измирлиев тръгва на училище рано, ненавършил 6 години. Още в трето-четвърто отделение учителката му Райна Измирлиева открива неговите поетични наклонности. „Чино, – казва тя на майка му – Христо ще прилича на вуйчо си, ще пише стихове“. Завършва четвърто отделение през пролетта на 1908 година и поради крехкото му здраве и лекарска препоръка да смени климата е изпратен в София при дядо му поп Анастас Кръстев. Двете години там разширяват много неговия културен и обществен кръгозор. Вуйчо му Владимир Попанастасов пише стихове и проза, има богата библиотека, а в културната среда – семейна и приятелска – се обсъждат всички литературни и политически събития. Христо се запознава с Елин Пелин, Кирил Христов, Стоян Чилингиров и други.
В София Христо завършва първи и втори прогимназиален клас, а здравето му укрепва. Следващата учебна година обаче се налага да се върне в Кукуш, тъй като дядо му умира при операция във Виена (юли 1910), а вуйчо му, по професия юрист, е назначен за съдия в провинцията. След завършването на трети прогимназиален клас с отличие (1911) баща му прави постъпки за стипендия, за да продължи учението в Солунската българска гимназия, но тъй като по-големият му син Тома вече е стипендиант в Битолската българска класическа гимназия, получава отказ. Следващата 1912 година започва Балканската война и Христо остава в Кукуш.

### Бежанци в България
На 25 октомври 1912 година българските войски освобождават Кукуш. Смирненски е едва на 14 години. Когато в града започват да се получават българските вестници, той става техен разпространител. Радостта на населението обаче е твърде кратка. След победата между балканските съюзници изникват разногласия и избухва Междусъюзническата война. Пред опасността от настъпващите гръцки войски жителите напускат Кукуш; градът е опожарен. Семейството на Димитър Измирлиев, заедно с хилядите бежанци, се отправя да търси спасение и препитание в София. Въпреки състоянието на мизерия, в което се намират, Димитър Измирлиев и жена му държат децата им да учат. Христо се записва в Техническото училище, но заедно с по-малкия си брат Андон Измирлиев помага в издръжката на семейството – продават вестници.
От началото на 1915 г., по примера на по-големия си брат, хумориста Тома Измирлиев (1895 – 1935), 16-годишният Христо започва да сътрудничи на хумористичните издания – най-напред на вестник „К'во да е“, където за пръв път се подписва с един от най-известните си псевдоними като хуморист – Ведбал. От следващата година той публикува хумористични стихове и фейлетони в „Българан“, „Родна лира“, „Художествена седмица“, „Смях и сълзи“, „Барабан“, „Сила“. Необикновено находчив и плодовит, Ведбал, въпреки младостта си, става един от най-търсените и популярни за онова време хумористи. През 1917 г. за пръв път се подписва с псевдонима Смирненски, с който остава в класиката на българската литература.
Като ученик в Техническото училище, той продължава да се труди – като обикновен работник, продавач в колониален магазин и др. По това време избухва Първата световна война. През май 1917 г. Христо постъпва като юнкер във Военното училище, но въпреки суровото казармено всекидневие, продължава да пише и да публикува в хумористичните издания. В края на годината избухва Октомврийската революция. Командването на училището въвежда продължителна карантина с цел да се избегне проникването на комунистически идеи. През април 1918 г. излиза първата му сбирка – „Разнокалибрени въздишки в стихове и проза“. Тя е с хумористичен характер и излиза под перото на Ведбал, но по-късно е разкритикувана от собствения си автор.
Силно въздействие върху идейното развитие на младия поет оказва Войнишкото въстание през 1918 г. Разбунтувалите се срещу Фердинанд и правителството войници са отблъснати от юнкерите от Военното училище. Смирненски става свидетел на най-кръвопролитния сблъсък – край Захарна фабрика. Ужасéн от жестокостта, с която правителството разгромява метежниците, той напуска Военното училище през ноември и за това баща му е принуден да заплати голямо обезщетение.

### Зрял период
След навлизането си в гражданския живот Смирненски става член на редакционната колегия на „Българан“, но същевременно изкарва прехраната си първоначално като писар II разред в Управлението по транспорта, по-късно като кариерист, а след това е чиновник в дирекцията на стопанските грижи, репортер, касиер, редактор, коректор.
Периодът на 1919 и 1920 година е бурен в живота на София, време на социални сблъсъци. През ноември 1919 г. по решение на Комунистическата партия започва да излиза седмичното хумористично художествено-литературно списание „Червен смях“. Участието на Смирненски в списването му има решаващо значение за него – хуморът му става все по-социално насочен. Той участва в демонстрации и митинги, на които се поставят искания за амнистия на осъдените войници, подобряване на материалното положение на трудещите се и др. Постепенно социалната принадлежност на Смирненски става решаващ фактор в идеологическите му възгледи и той се пропива със съзнанието, че е боец на пролетариата. През пролетта на 1920 г. става член на Комунистическия младежки съюз, а през 1921 г. – на Комунистическата партия.
1920 г. е преломна в творческия път на Смирненски. Лявата критика оценява естетическите му търсения и творби, създадени до този момент като прояви на „декадентския“ символизъм, като поетически постижения, които не дават никакви основания „да се предположи за яркия му поетически талант“. Първото си истинско стихотворение, както твърди тази социалистическа литературна критика, Смирненски пише за първомайския брой на „Червен смях“. Стихотворението се казва „Първи май“:
Да спрат фабричните комини

и всеки черен труд да спре

и туй намръщено море

от морни роби и робини

да озари и приласкай

усмивката на първи май!
След това свое стихотворение Смирненски започва цяла поредица, публикувана на страниците на „Червен смях“: „Ний“ (26 юни 1920), „Червените ескадрони“ (3 септември 1920), „Улицата“ и „Утрешния ден“ (24 септември 1920), „Херолди на новия ден“ (15 октомври 1920), „Северно сияние“ (29 октомври 1920), „През бурята“ (6 януари 1921), „Бурята в Берлин“ (13 януари 1921), „Йохан“ (27 януари 1921) и др. В партийните издания „Червен смях“ и „Работнически вестник“ виждат бял свят няколко десетки негови творби, представляващи ярко новата естетическа линия в творчеството на поета.
В края на февруари 1922 г. партийното издателство „Общо работническо кооперативно дружество „Освобождение“ отпечатва втората и последна издадена приживе стихосбирка на Смирненски – „Да бъде ден!“. Отпечатана в 1500 бройки, сбирката се разпродава бързо и няколко месеца по-късно кооперативното дружество „Освобождение“ пуска второ издание. „Да бъде ден!“ въвежда поета като ярко талантлива и добре отграничена индивидуалност – творец, чието творчество е силно социално ангажирано, което носи новия ценностен модел, новите обществени и естетически каузи в разноликата българска литература на второто десетилетие на XX век. С „Да бъде ден!“ Смирненски излиза извън границите на политическата и идеологическа ангажираност и заявява безкористното пламенно човеколюбие, бляна за щастие на човечеството, превърнали се в негова творческа философия. Тук именно Смирненски най-ярко се сближава с нравствения заряд на Ботевите творби и средството, което Ботев намира за противопоставяне срещу човеконенавистничеството – борбата, революцията. За лявата литературна критика Смирненски митопоетизира събуденото класово самочувствие на пролетарското мнозинство и бунта му срещу обществените несправедливости. С неповторим лиричен почерк Смирненски възпява копнежа по щастие и безсмъртната любов към хората, обобщени философски в „Херолди на новия ден!“ – „Какво по-божествено щастие от бляна да бъдеш човек“ (по-късно Смирненски изключва това стихотворение от стихосбирката).

### Последни години
През пролетта на 1921 г. Смирненски се разболява от паратиф и през лятото заминава в рилското село Радуил, за да се лекува. Завърнал се в София, той продължава да пише и публикува лирически, хумористично-сатирични стихове и фейлетони. Във връзка с една стачка на тютюневите работници той пише стихотворението „Жълтата гостенка“ (15 юли 1922). През 1922 г. отново се чувства зле и през лятото отново заминава за Радуил, при свои приятели. Там прекарва един особено плодотворен месец. Тук той написва стихотворенията „Юноша“ и „Каменарче“, фейлетоните „В трена“ и „В Самоковския общински съвет“, импресиите „Босоногите деца“ и „Смело, товаришчи!“, очерците „Пожар в Рила“ и „Куртова поляна“. В началото на септември е в Чамкория, където работи като измервач в горското стопанство. В края на годината се завръща в София и до първите месеци на 1923 г. е в период на особена творческа активност. Пише „Роза Люксембург“, „Зимни вечери“, „Съветска Русия“ и сатирата „На гости у дявола“. През лятото на същата година се запознава с бъдещата си годеница Женя Дюстабанова, с която са заедно до смъртта на поета. Останали са множество писма между тях двамата, Христо ѝ посвещава и много свои стихове. Част от едно негово писмо към нея гласи: „Ти излизаш пред мене замислена, скръбна и тъй много любима. Помня те: за нещо сме скарани. Ти вървиш мълчалива пред мене из калта и аз разбирам какво най обичам в тебе: оная вечна скръб по живота и заради живота…“.
Туберкулозата не подминава и Смирненски. В началото на април поетът неочаквано получава кръвоизлив и лекарите откриват каверна. Лекарските препоръки за чист въздух, силна храна и пълно спокойствие обаче са непосилни за бедния Христо. Родителите му наемат слънчева стая в Горна баня и там състоянието му се стабилизира. Но и тук Смирненски не престава да твори и да посреща множество посетители. В края на май е отпечатана и последната му творба – сатирата „Приказка за стълбата“, в която поетът разобличава политическите ренегати, въздигнали се от социалните низини и станали „принцове“. Тази сатирична творба на Смирненски неслучайно е посочена от българската литературна критика за най-зрялата в неговото творчество. Не само тези ренегати засяга тя. Отнася се и за „всички, които ще кажат: Това не се отнася до мене“ – онези, които се изкачват по стълбата (на властта, но и на живота) с цената на убежденията си, на нравствеността си, която продават на Дявола, за да стъпят на всяко едно ново стъпало.
Нов кръвоизлив на 5 юни прави състоянието му критично. Той незабавно трябва да постъпи в санаториум, но свободно легло не се намира. Лекарският съвет поставя безнадеждна диагноза – милиарна туберкулоза. Превратът от 9 юни 1923 г. оставя Смирненски без храна и лекарства за цели два дни. Той е преместен спешно в близък частен санаториум, но твърде късно. Около 6:30 ч. сутринта на 18 юни 1923 г. той издъхва, малко преди да навърши 25-годишна възраст. „Поиска лист да пише, но това си остава последното негово желание“, спомня си по-късно сестра му. Тялото на Христо е изложено в църквата „Свети Крал“ още по пладне същия ден, където прочувствено слово произнася Гео Милев.

## Творчество
Той е български поет, ярък представител на авангардизма в българската литература. Литературната му дейност започва още в гимназиалния курс, когато той пише хумористични стихотворения. Известен е като Христо Смирненски или като Ведбал (другия му псевдоним). Въпреки ранната си смърт, той се слави като изключително продуктивен автор – едно от последните издания на събраните му съчинения се състои от осем тома. Възхваляван от лявата литературна критика (и заради социалистическите идеи в творчеството си), но определен от съвременните му консервативни литературоведски кръгове като автор на „приложна поезия“, Смирненски е забележителен поет, неговата поезия е устремна, текстовете му имат изповеден характер. Най-характерното за тях е тържественото и празнично усещане за една необходима промяна в света, огорчението от суровата действителност и готовността за борба за промяна. Неговите произведения са актуални и днес и са обект на обществен дебат (напр. „Приказка за стълбата“) и на търсения на литературната критика. Христо Смирненски ни завещава над 800 лирически произведения и над 100 прозаически.

## Произведения

### Стихосбирки
- „Разнокалибрени въздишки в стихове и проза“ (1918)
- „Да бъде ден!“ (1922)

### Поезия
- „Мечти“ (1917)
- „Великден“ (1917)
- „Христос Възкресе“ (1917)
- „Ний сме весели бродяги“ (1917)
- „В Леге“ (1917)
- „Есен“ (1918)
- „Сенки“ (1918)
- „Рашел“ (1919)
- „Есенни листа“ (1919)
- „Първи май“ (1920)
- „Ний“ (1920)
- „Червените ескадрони“ (1920)
- „Улицата“ (1920)
- „Утрешния ден“ (1920)
- „Херолди на новия ден“ (1920)
- „Северно сияние“ (1920)
- „През бурята“ (1921)
- „Бурята в Берлин“ (1921)
- „Жълтата гостенка“ (1922)
- „Към висини“ (1922)
- „Огнен път“ (1922)
- „Братчетата на Гаврош“ (1922)
- „Юноша“ (1922)
- „Каменарче“ (1922)
- „Тълпите“ (1922)
- „Руския Прометей“ (1922)
- „Зимни вечери“ (1923)
- „Роза Люксембург“ (1923)
- „Приказка за честта“ (1923)
- „Приказка за тинята“ (1923)
- „Съветска Русия“ (1923)
- „Любов под луната“ (1923)
- „Това е улицата“
- „Цветарка“
- „Стария музикант“
- „Уличната жена“
- „Съдба“
- „Слепият“
- „Моряци“
- „Падналият кавалерист“
- „Ковачът“
- „Вълкът“
- „Погребение“
- „Еднаква участ“
- „Вечния карнавал“
- „Безименните души“
- „Въглекопач“
- „Да бъде ден!
- „Гладиатор“
- „Бунта на Везувий“
- „Йохан“
- „Христо Ботйов“
- „Пролетарий“
- „Москва“
- „Карл Либкнехт“
- „Северния Спартак“
- „Работникът“
- „Смъртта на Делеклюз“
- „Картинка“
- „Гарвани“
- „Лято“
- „Марш на столичани“
- „Марш на софиянци“
- „На търговците скубачи“
- „Покупки за празниците“
- „Кихавица“
- „Синодални копнежи“
- „Цензурата“
- „Фердинанд Де Бержерак
- „На гости у дявола“
- „Пред праведния съд“
- „Загледан в днешния ден“
- „Баланиади“
- „Листопадна вечер“
- „Земни писма до небесни жители“
- „Бохем“
- „Приказка“
- „Чиновник“
- „Зъботраканица“
- „Епиграми“
- „Под ласките на маларията“
- „Кална злободневка“
- „Мъглостишие“
- „Злободневка“
- „Апел“
- „Май“
- „Проза и поезия“
- „Пътни акварели“
- „Ветре, духни!“
- „Вакарелска Лорелай“
- „Столични картинки“
- „Горчиво кафе“
- „Ехо“
- „Старата мома“
- „Вечер“
- „Вечерно ехо“
- „Замръзнала пролет“
- „Под черни ресници“
- „Зима“
- „Нова квартирантка“
- „Снежна песен“
- „Спомени“
- „Към една приятелка“
- „Самотника дъб“
- „Песен“
- „Недей дохожда“
- „В нощта“
- „Среднощни сенки“
- „Минало“
- „AMOR OMNIA“
- „Розов трън в сърцето“
- „Химни“
- „Черешка“
- „Лорелай“
- „В правата алея“
- „Албумче за полякинята“
- „Нощ“

### Поредици
- „Столичен калейдоскоп“
- „Столична аристокрация“
- „Разкази без сълзи“
- „Писма“
- „Добре дошли!“

### Проза
- „Най-сетне (Столичен калейдоскоп)“
- „Надгробно слово“
- „Карнавално шествие“
- „Страшният съд“
- „Есенни дни (Столичен калейдоскоп)“
- „Писмо за чужбина (Писма)“
- „Семейни нрави (Столична аристокрация)“
- „Писмо за Виена [1](Писма)“
- „Завеян човек е Петров и това си е! (Разкази без сълзи)“
- „Долу алкохолът! (Разкази без сълзи)“
- „Една любов (Разкази без сълзи)“
- „Дядо Коледа“
- „Фабрикация“
- „Филантоп“
- „Из дневника на един рапортьор“
- „Вихрушки“
- „Борбата със спекулантите“
- „Сърцето на поета“
- „Виолетка“
- „Писмо за Виена [2] (Писма)“
- „Отмъщение“
- „На кантара в Градската градина“
- „Послание към ученичките (Добре дошли!“
- „Политическа зима“
- „Хляб и зрелища“
- „Слънцето“
- „Рождество“
- „Епидемия от конференции“
- „Снежна нощ“
- „Левски“
- „Карнавална приказка“
- „Два свята“
- „Пролетна вечер“
- „Пролетна целувка“
- „Страстен диалог“
- „Велики петък“
- „Трудът“
- „Сън наяве“
- „Лятна нощ“
- „Празникът на огъня“
- „Говорещо куче“
- „Писмо за Виена [3] (Писма)
- „Зидари“
- „Пожар в Рила“
- „В трена“
- „Босоногите деца“
- „Задгробен фейлетон“
- „Злато“
- „Есенен фейлетон“
- „Една вечер“
- „Референдум“
- „Бай Ганю Длъгнеков прави изборни съвещания“
- „Нямате думата!“
- „Приказка“
- „Във вагона“
- „На остров Нови Мадагаскар“
- „Политически калейдоскоп“
- „Приятелите“
- „Съвременен парламент“
- „Приказка за стълбата“
- „Как ще си умра млад и зелен“

## Родословие
|                              |                              |                              |                              |                              |                              |  |  |                           |                           |                           |                           |                           |                           |  |  |                                  |                                  |                                  |                                  |                                  |                                  |  |  |                             |                             |                             |                             |                             |                             |  |  |                                 |                              |                              |                              |                              |                              |  |  |                                       |                                       |                                       |                                       | Митре Костов Измирлията               |                                       |                  |                  |                                  |                                  |                                  |                                  |                                  |                                  |                           |                           |                                        |                                        |                                        |                                        |                                        |                                        |  |  |                               |                               |                               |                               |                               |                               |  |  |                                |                                |                                |                                |                                |                                |  |  |                            |                            |                            |                            |                                    |                                    |                                    |                                    |                                         |                                         |                                         |                                         |                                         |                                         |               |               |                |                |                |                |                |                |  |  |                      |                      |                      |                      |                      |                      |  |  |                              |                              |                              |                              |                              |                              |
|                              |                              |                              |                              |                              |                              |  |  |                           |                           |                           |                           |                           |                           |  |  |                                  |                                  |                                  |                                  |                                  |                                  |  |  |                             |                             |                             |                             |                             |                             |  |  |                                 |                              |                              |                              |                              |                              |  |  |                                       |                                       |                                       |                                       |                                       |                                       |                  |                  |                                  |                                  |                                  |                                  |                                  |                                  |                           |                           |                                        |                                        |                                        |                                        |                                        |                                        |  |  |                               |                               |                               |                               |                               |                               |  |  |                                |                                |                                |                                |                                |                                |  |  |                            |                            |                            |                            |                                    |                                    |                                    |                                    |                                         |                                         |                                         |                                         |                                         |                                         |               |               |                |                |                |                |                |                |  |  |                      |                      |                      |                      |                      |                      |  |  |                              |                              |                              |                              |                              |                              |
|                              |                              |                              |                              |                              |                              |  |  |                           |                           |                           |                           |                           |                           |  |  |                                  |                                  |                                  |                                  |                                  |                                  |  |  |                             |                             |                             |                             |                             |                             |  |  |                                 |                              |                              |                              |                              |                              |  |  |                                       |                                       |                                       |                                       | Христо Измирлиев                      | Христо Измирлиев                      | Христо Измирлиев | Христо Измирлиев | Христо Измирлиев                 | Христо Измирлиев                 |                                  |                                  | Мария (Марча) Арабаджиева        | Мария (Марча) Арабаджиева        | Мария (Марча) Арабаджиева | Мария (Марча) Арабаджиева | Мария (Марча) Арабаджиева              | Мария (Марча) Арабаджиева              |                                        |                                        |                                        |                                        |  |  |                               |                               |                               |                               |                               |                               |  |  |                                |                                |                                |                                |                                |                                |  |  |                            |                            |                            |                            |                                    |                                    |                                    |                                    |                                         |                                         |                                         |                                         |                                         |                                         |               |               |                |                |                |                |                |                |  |  |                      |                      |                      |                      |                      |                      |  |  |                              |                              |                              |                              |                              |                              |
|                              |                              |                              |                              |                              |                              |  |  |                           |                           |                           |                           |                           |                           |  |  |                                  |                                  |                                  |                                  |                                  |                                  |  |  |                             |                             |                             |                             |                             |                             |  |  |                                 |                              |                              |                              |                              |                              |  |  |                                       |                                       |                                       |                                       | Христо Измирлиев                      | Христо Измирлиев                      | Христо Измирлиев | Христо Измирлиев | Христо Измирлиев                 | Христо Измирлиев                 |                                  |                                  | Мария (Марча) Арабаджиева        | Мария (Марча) Арабаджиева        | Мария (Марча) Арабаджиева | Мария (Марча) Арабаджиева | Мария (Марча) Арабаджиева              | Мария (Марча) Арабаджиева              |                                        |                                        |                                        |                                        |  |  |                               |                               |                               |                               |                               |                               |  |  |                                |                                |                                |                                |                                |                                |  |  |                            |                            |                            |                            |                                    |                                    |                                    |                                    |                                         |                                         |                                         |                                         |                                         |                                         |               |               |                |                |                |                |                |                |  |  |                      |                      |                      |                      |                      |                      |  |  |                              |                              |                              |                              |                              |                              |
|                              |                              |                              |                              |                              |                              |  |  |                           |                           |                           |                           |                           |                           |  |  |                                  |                                  |                                  |                                  |                                  |                                  |  |  |                             |                             |                             |                             |                             |                             |  |  |                                 |                              |                              |                              |                              |                              |  |  |                                       |                                       |                                       |                                       |                                       |                                       |                  |                  |                                  |                                  |                                  |                                  |                                  |                                  |                           |                           |                                        |                                        |                                        |                                        |                                        |                                        |  |  |                               |                               |                               |                               |                               |                               |  |  |                                |                                |                                |                                |                                |                                |  |  |                            |                            |                            |                            |                                    |                                    |                                    |                                    |                                         |                                         |                                         |                                         |                                         |                                         |               |               |                |                |                |                |                |                |  |  |                      |                      |                      |                      |                      |                      |  |  |                              |                              |                              |                              |                              |                              |
|                              |                              |                              |                              |                              |                              |  |  |                           |                           |                           |                           |                           |                           |  |  |                                  |                                  |                                  |                                  |                                  |                                  |  |  |                             |                             |                             |                             |                             |                             |  |  |                                 |                              |                              |                              |                              |                              |  |  |                                       |                                       |                                       |                                       |                                       |                                       |                  |                  |                                  |                                  |                                  |                                  |                                  |                                  |                           |                           |                                        |                                        |                                        |                                        |                                        |                                        |  |  |                               |                               |                               |                               |                               |                               |  |  |                                |                                |                                |                                |                                |                                |  |  |                            |                            |                            |                            |                                    |                                    |                                    |                                    |                                         |                                         |                                         |                                         |                                         |                                         |               |               |                |                |                |                |                |                |  |  |                      |                      |                      |                      |                      |                      |  |  |                              |                              |                              |                              |                              |                              |
|                              |                              |                              |                              |                              |                              |  |  |                           |                           |                           |                           |                           |                           |  |  | Андон Измирлиев (около 1860 – ?) | Андон Измирлиев (около 1860 – ?) | Андон Измирлиев (около 1860 – ?) | Андон Измирлиев (около 1860 – ?) | Андон Измирлиев (около 1860 – ?) | Андон Измирлиев (около 1860 – ?) |  |  |                             |                             |                             |                             |                             |                             |  |  |                                 |                              |                              |                              |                              |                              |  |  | Елисавета Попанастасова (1871 – 1951) | Елисавета Попанастасова (1871 – 1951) | Елисавета Попанастасова (1871 – 1951) | Елисавета Попанастасова (1871 – 1951) | Елисавета Попанастасова (1871 – 1951) | Елисавета Попанастасова (1871 – 1951) |                  |                  | Димитър Измирлиев (1866 – 1943)  | Димитър Измирлиев (1866 – 1943)  | Димитър Измирлиев (1866 – 1943)  | Димитър Измирлиев (1866 – 1943)  | Димитър Измирлиев (1866 – 1943)  | Димитър Измирлиев (1866 – 1943)  |                           |                           | Катерина Хаджидельова (около 1866 – ?) | Катерина Хаджидельова (около 1866 – ?) | Катерина Хаджидельова (около 1866 – ?) | Катерина Хаджидельова (около 1866 – ?) | Катерина Хаджидельова (около 1866 – ?) | Катерина Хаджидельова (около 1866 – ?) |  |  | Христо Хаджидельов (? – 1901) | Христо Хаджидельов (? – 1901) | Христо Хаджидельов (? – 1901) | Христо Хаджидельов (? – 1901) | Христо Хаджидельов (? – 1901) | Христо Хаджидельов (? – 1901) |  |  | Магда Кехайова                 | Магда Кехайова                 | Магда Кехайова                 | Магда Кехайова                 | Магда Кехайова                 | Магда Кехайова                 |  |  |                            |                            |                            |                            | Иван Измирлиев (около 1856 – 1913) | Иван Измирлиев (около 1856 – 1913) | Иван Измирлиев (около 1856 – 1913) | Иван Измирлиев (около 1856 – 1913) | Иван Измирлиев (около 1856 – 1913)      | Иван Измирлиев (около 1856 – 1913)      |                                         |                                         | Рушка Шишкова                           | Рушка Шишкова                           | Рушка Шишкова | Рушка Шишкова | Рушка Шишкова  | Рушка Шишкова  |                |                |                |                |  |  |                      |                      |                      |                      |                      |                      |  |  |                              |                              |                              |                              |                              |                              |
|                              |                              |                              |                              |                              |                              |  |  |                           |                           |                           |                           |                           |                           |  |  | Андон Измирлиев (около 1860 – ?) | Андон Измирлиев (около 1860 – ?) | Андон Измирлиев (около 1860 – ?) | Андон Измирлиев (около 1860 – ?) | Андон Измирлиев (около 1860 – ?) | Андон Измирлиев (около 1860 – ?) |  |  |                             |                             |                             |                             |                             |                             |  |  |                                 |                              |                              |                              |                              |                              |  |  | Елисавета Попанастасова (1871 – 1951) | Елисавета Попанастасова (1871 – 1951) | Елисавета Попанастасова (1871 – 1951) | Елисавета Попанастасова (1871 – 1951) | Елисавета Попанастасова (1871 – 1951) | Елисавета Попанастасова (1871 – 1951) |                  |                  | Димитър Измирлиев (1866 – 1943)  | Димитър Измирлиев (1866 – 1943)  | Димитър Измирлиев (1866 – 1943)  | Димитър Измирлиев (1866 – 1943)  | Димитър Измирлиев (1866 – 1943)  | Димитър Измирлиев (1866 – 1943)  |                           |                           | Катерина Хаджидельова (около 1866 – ?) | Катерина Хаджидельова (около 1866 – ?) | Катерина Хаджидельова (около 1866 – ?) | Катерина Хаджидельова (около 1866 – ?) | Катерина Хаджидельова (около 1866 – ?) | Катерина Хаджидельова (около 1866 – ?) |  |  | Христо Хаджидельов (? – 1901) | Христо Хаджидельов (? – 1901) | Христо Хаджидельов (? – 1901) | Христо Хаджидельов (? – 1901) | Христо Хаджидельов (? – 1901) | Христо Хаджидельов (? – 1901) |  |  | Магда Кехайова                 | Магда Кехайова                 | Магда Кехайова                 | Магда Кехайова                 | Магда Кехайова                 | Магда Кехайова                 |  |  |                            |                            |                            |                            | Иван Измирлиев (около 1856 – 1913) | Иван Измирлиев (около 1856 – 1913) | Иван Измирлиев (около 1856 – 1913) | Иван Измирлиев (около 1856 – 1913) | Иван Измирлиев (около 1856 – 1913)      | Иван Измирлиев (около 1856 – 1913)      |                                         |                                         | Рушка Шишкова                           | Рушка Шишкова                           | Рушка Шишкова | Рушка Шишкова | Рушка Шишкова  | Рушка Шишкова  |                |                |                |                |  |  |                      |                      |                      |                      |                      |                      |  |  |                              |                              |                              |                              |                              |                              |
|                              |                              |                              |                              |                              |                              |  |  |                           |                           |                           |                           |                           |                           |  |  |                                  |                                  |                                  |                                  |                                  |                                  |  |  |                             |                             |                             |                             |                             |                             |  |  |                                 |                              |                              |                              |                              |                              |  |  |                                       |                                       |                                       |                                       |                                       |                                       |                  |                  |                                  |                                  |                                  |                                  |                                  |                                  |                           |                           |                                        |                                        |                                        |                                        |                                        |                                        |  |  |                               |                               |                               |                               |                               |                               |  |  |                                |                                |                                |                                |                                |                                |  |  |                            |                            |                            |                            |                                    |                                    |                                    |                                    |                                         |                                         |                                         |                                         |                                         |                                         |               |               |                |                |                |                |                |                |  |  |                      |                      |                      |                      |                      |                      |  |  |                              |                              |                              |                              |                              |                              |
|                              |                              |                              |                              |                              |                              |  |  |                           |                           |                           |                           |                           |                           |  |  |                                  |                                  |                                  |                                  |                                  |                                  |  |  |                             |                             |                             |                             |                             |                             |  |  |                                 |                              |                              |                              |                              |                              |  |  |                                       |                                       |                                       |                                       |                                       |                                       |                  |                  |                                  |                                  |                                  |                                  |                                  |                                  |                           |                           |                                        |                                        |                                        |                                        |                                        |                                        |  |  |                               |                               |                               |                               |                               |                               |  |  |                                |                                |                                |                                |                                |                                |  |  |                            |                            |                            |                            |                                    |                                    |                                    |                                    |                                         |                                         |                                         |                                         |                                         |                                         |               |               |                |                |                |                |                |                |  |  |                      |                      |                      |                      |                      |                      |  |  |                              |                              |                              |                              |                              |                              |
| Аспарух Измирлиев (1881 – ?) | Аспарух Измирлиев (1881 – ?) | Аспарух Измирлиев (1881 – ?) | Аспарух Измирлиев (1881 – ?) | Аспарух Измирлиев (1881 – ?) | Аспарух Измирлиев (1881 – ?) |  |  | Янаки Илиев (1881 – 1941) | Янаки Илиев (1881 – 1941) | Янаки Илиев (1881 – 1941) | Янаки Илиев (1881 – 1941) | Янаки Илиев (1881 – 1941) | Янаки Илиев (1881 – 1941) |  |  | Райна Измирлиева (1884 – 1949)   | Райна Измирлиева (1884 – 1949)   | Райна Измирлиева (1884 – 1949)   | Райна Измирлиева (1884 – 1949)   | Райна Измирлиева (1884 – 1949)   | Райна Измирлиева (1884 – 1949)   |  |  | Мария Измирлиева (1891 – ?) | Мария Измирлиева (1891 – ?) | Мария Измирлиева (1891 – ?) | Мария Измирлиева (1891 – ?) | Мария Измирлиева (1891 – ?) | Мария Измирлиева (1891 – ?) |  |  | Тома Измирлиев (1895 – 1935)    | Тома Измирлиев (1895 – 1935) | Тома Измирлиев (1895 – 1935) | Тома Измирлиев (1895 – 1935) | Тома Измирлиев (1895 – 1935) | Тома Измирлиев (1895 – 1935) |  |  | Христо Смирненски (1898 – 1923)       | Христо Смирненски (1898 – 1923)       | Христо Смирненски (1898 – 1923)       | Христо Смирненски (1898 – 1923)       | Христо Смирненски (1898 – 1923)       | Христо Смирненски (1898 – 1923)       |                  |                  | Надежда Измирлиева (1901 – 1993) | Надежда Измирлиева (1901 – 1993) | Надежда Измирлиева (1901 – 1993) | Надежда Измирлиева (1901 – 1993) | Надежда Измирлиева (1901 – 1993) | Надежда Измирлиева (1901 – 1993) |                           |                           | Тодор Димитров (1896 – 1925)           | Тодор Димитров (1896 – 1925)           | Тодор Димитров (1896 – 1925)           | Тодор Димитров (1896 – 1925)           | Тодор Димитров (1896 – 1925)           | Тодор Димитров (1896 – 1925)           |  |  | Антон Измирлиев (1904 – 1964) | Антон Измирлиев (1904 – 1964) | Антон Измирлиев (1904 – 1964) | Антон Измирлиев (1904 – 1964) | Антон Измирлиев (1904 – 1964) | Антон Измирлиев (1904 – 1964) |  |  | Екатерина Паница (1882 – 1967) | Екатерина Паница (1882 – 1967) | Екатерина Паница (1882 – 1967) | Екатерина Паница (1882 – 1967) | Екатерина Паница (1882 – 1967) | Екатерина Паница (1882 – 1967) |  |  | Тодор Паница (1879 – 1925) | Тодор Паница (1879 – 1925) | Тодор Паница (1879 – 1925) | Тодор Паница (1879 – 1925) | Тодор Паница (1879 – 1925)         | Тодор Паница (1879 – 1925)         |                                    |                                    | Невена Измирлиева (ок. 1885 – ок. 1942) | Невена Измирлиева (ок. 1885 – ок. 1942) | Невена Измирлиева (ок. 1885 – ок. 1942) | Невена Измирлиева (ок. 1885 – ок. 1942) | Невена Измирлиева (ок. 1885 – ок. 1942) | Невена Измирлиева (ок. 1885 – ок. 1942) |               |               | Георги Тодоров | Георги Тодоров | Георги Тодоров | Георги Тодоров | Георги Тодоров | Георги Тодоров |  |  | Магдалина Измирлиева | Магдалина Измирлиева | Магдалина Измирлиева | Магдалина Измирлиева | Магдалина Измирлиева | Магдалина Измирлиева |  |  | Борис Бумбаров (1896 – 1959) | Борис Бумбаров (1896 – 1959) | Борис Бумбаров (1896 – 1959) | Борис Бумбаров (1896 – 1959) | Борис Бумбаров (1896 – 1959) | Борис Бумбаров (1896 – 1959) |
| Аспарух Измирлиев (1881 – ?) | Аспарух Измирлиев (1881 – ?) | Аспарух Измирлиев (1881 – ?) | Аспарух Измирлиев (1881 – ?) | Аспарух Измирлиев (1881 – ?) | Аспарух Измирлиев (1881 – ?) |  |  | Янаки Илиев (1881 – 1941) | Янаки Илиев (1881 – 1941) | Янаки Илиев (1881 – 1941) | Янаки Илиев (1881 – 1941) | Янаки Илиев (1881 – 1941) | Янаки Илиев (1881 – 1941) |  |  | Райна Измирлиева (1884 – 1949)   | Райна Измирлиева (1884 – 1949)   | Райна Измирлиева (1884 – 1949)   | Райна Измирлиева (1884 – 1949)   | Райна Измирлиева (1884 – 1949)   | Райна Измирлиева (1884 – 1949)   |  |  | Мария Измирлиева (1891 – ?) | Мария Измирлиева (1891 – ?) | Мария Измирлиева (1891 – ?) | Мария Измирлиева (1891 – ?) | Мария Измирлиева (1891 – ?) | Мария Измирлиева (1891 – ?) |  |  | Тома Измирлиев (1895 – 1935)    | Тома Измирлиев (1895 – 1935) | Тома Измирлиев (1895 – 1935) | Тома Измирлиев (1895 – 1935) | Тома Измирлиев (1895 – 1935) | Тома Измирлиев (1895 – 1935) |  |  | Христо Смирненски (1898 – 1923)       | Христо Смирненски (1898 – 1923)       | Христо Смирненски (1898 – 1923)       | Христо Смирненски (1898 – 1923)       | Христо Смирненски (1898 – 1923)       | Христо Смирненски (1898 – 1923)       |                  |                  | Надежда Измирлиева (1901 – 1993) | Надежда Измирлиева (1901 – 1993) | Надежда Измирлиева (1901 – 1993) | Надежда Измирлиева (1901 – 1993) | Надежда Измирлиева (1901 – 1993) | Надежда Измирлиева (1901 – 1993) |                           |                           | Тодор Димитров (1896 – 1925)           | Тодор Димитров (1896 – 1925)           | Тодор Димитров (1896 – 1925)           | Тодор Димитров (1896 – 1925)           | Тодор Димитров (1896 – 1925)           | Тодор Димитров (1896 – 1925)           |  |  | Антон Измирлиев (1904 – 1964) | Антон Измирлиев (1904 – 1964) | Антон Измирлиев (1904 – 1964) | Антон Измирлиев (1904 – 1964) | Антон Измирлиев (1904 – 1964) | Антон Измирлиев (1904 – 1964) |  |  | Екатерина Паница (1882 – 1967) | Екатерина Паница (1882 – 1967) | Екатерина Паница (1882 – 1967) | Екатерина Паница (1882 – 1967) | Екатерина Паница (1882 – 1967) | Екатерина Паница (1882 – 1967) |  |  | Тодор Паница (1879 – 1925) | Тодор Паница (1879 – 1925) | Тодор Паница (1879 – 1925) | Тодор Паница (1879 – 1925) | Тодор Паница (1879 – 1925)         | Тодор Паница (1879 – 1925)         |                                    |                                    | Невена Измирлиева (ок. 1885 – ок. 1942) | Невена Измирлиева (ок. 1885 – ок. 1942) | Невена Измирлиева (ок. 1885 – ок. 1942) | Невена Измирлиева (ок. 1885 – ок. 1942) | Невена Измирлиева (ок. 1885 – ок. 1942) | Невена Измирлиева (ок. 1885 – ок. 1942) |               |               | Георги Тодоров | Георги Тодоров | Георги Тодоров | Георги Тодоров | Георги Тодоров | Георги Тодоров |  |  | Магдалина Измирлиева | Магдалина Измирлиева | Магдалина Измирлиева | Магдалина Измирлиева | Магдалина Измирлиева | Магдалина Измирлиева |  |  | Борис Бумбаров (1896 – 1959) | Борис Бумбаров (1896 – 1959) | Борис Бумбаров (1896 – 1959) | Борис Бумбаров (1896 – 1959) | Борис Бумбаров (1896 – 1959) | Борис Бумбаров (1896 – 1959) |
|                              |                              |                              |                              |                              |                              |  |  |                           |                           |                           |                           |                           |                           |  |  |                                  |                                  |                                  |                                  |                                  |                                  |  |  |                             |                             |                             |                             |                             |                             |  |  |                                 |                              |                              |                              |                              |                              |  |  |                                       |                                       |                                       |                                       |                                       |                                       |                  |                  |                                  |                                  |                                  |                                  |                                  |                                  |                           |                           |                                        |                                        |                                        |                                        |                                        |                                        |  |  |                               |                               |                               |                               |                               |                               |  |  |                                |                                |                                |                                |                                |                                |  |  |                            |                            |                            |                            |                                    |                                    |                                    |                                    |                                         |                                         |                                         |                                         |                                         |                                         |               |               |                |                |                |                |                |                |  |  |                      |                      |                      |                      |                      |                      |  |  |                              |                              |                              |                              |                              |                              |
|                              |                              |                              |                              |                              |                              |  |  |                           |                           |                           |                           |                           |                           |  |  |                                  |                                  |                                  |                                  |                                  |                                  |  |  |                             |                             |                             |                             |                             |                             |  |  | Веселин Измирлиев (1929 – 1985) |                              |                              |                              |                              |                              |  |  |                                       |                                       |                                       |                                       |                                       |                                       |                  |                  |                                  |                                  |                                  |                                  |                                  |                                  |                           |                           |                                        |                                        |                                        |                                        |                                        |                                        |  |  |                               |                               |                               |                               |                               |                               |  |  |                                |                                |                                |                                |                                |                                |  |  |                            |                            |                            |                            |                                    |                                    |                                    |                                    |                                         |                                         |                                         |                                         |                                         |                                         |               |               |                |                |                |                |                |                |  |  |                      |                      |                      |                      |                      |                      |  |  |                              |                              |                              |                              |                              |                              |

## Памет
На Христо Смирненски е наречен булевард „Христо Смирненски“ в квартал „Лозенец“ в София (Карта).
Името на Христо Смирненски носи морският нос Христо Смирненски на остров Робърт, Южни Шетлъндски острови, Антарктика. Христо Смирненски е и името на столичен квартал в район Слатина. На поета са кръстени и множество други обекти в България, включително училища, читалища, улици.
Къщата на Смирненски в София е превърната в музей през 1959 г., но е затворена през 2004 г., защото от много години не ѝ е правен ремонт и е опасна за посещения. Всички артефакти от музея са преместени и се съхраняват във фондовете на Националния литературен музей, а общината и Министерството на културата и до днес спорят чия собственост трябва да е къщата.
През юни 2013 г. по повод 90 години от смъртта на поета по инициатива на гражданско сдружение „Епископ Йосип Щросмайер“ и със съдействие на Столична община е възстановен неговият гроб.
Игралният филм от 1983 г. „Поетът и дяволът“ е посветен на случка от последната година от живота на Христо Смирненски.